# 1531
Portal Geschichte | Portal Biografien | Aktuelle Ereignisse | Jahreskalender | Tagesartikel

◄ |
15. Jahrhundert |
16. Jahrhundert
| 17. Jahrhundert | ►

◄ |
1500er |
1510er |
1520er |
1530er
| 1540er | 1550er | 1560er | ►

◄◄ |
◄ |
1527 |
1528 |
1529 |
1530 |
1531
| 1532 | 1533 | 1534 | 1535 | ► | ►►
Staatsoberhäupter  · Nekrolog   · Musikjahr
| Januar | Januar | Januar | Januar | Januar | Januar | Januar | Januar |
| Kw     | Mo     | Di     | Mi     | Do     | Fr     | Sa     | So     |
| ------ | ------ | ------ | ------ | ------ | ------ | ------ | ------ |
| 52     |        |        |        |        |        |        | 1      |
| 1      | 2      | 3      | 4      | 5      | 6      | 7      | 8      |
| 2      | 9      | 10     | 11     | 12     | 13     | 14     | 15     |
| 3      | 16     | 17     | 18     | 19     | 20     | 21     | 22     |
| 4      | 23     | 24     | 25     | 26     | 27     | 28     | 29     |
| 5      | 30     | 31     |        |        |        |        |        |

| Februar | Februar | Februar | Februar | Februar | Februar | Februar | Februar |
| Kw      | Mo      | Di      | Mi      | Do      | Fr      | Sa      | So      |
| ------- | ------- | ------- | ------- | ------- | ------- | ------- | ------- |
| 5       |         |         | 1       | 2       | 3       | 4       | 5       |
| 6       | 6       | 7       | 8       | 9       | 10      | 11      | 12      |
| 7       | 13      | 14      | 15      | 16      | 17      | 18      | 19      |
| 8       | 20      | 21      | 22      | 23      | 24      | 25      | 26      |
| 9       | 27      | 28      |         |         |         |         |         |

| März | März | März | März | März | März | März | März |
| Kw   | Mo   | Di   | Mi   | Do   | Fr   | Sa   | So   |
| ---- | ---- | ---- | ---- | ---- | ---- | ---- | ---- |
| 9    |      |      | 1    | 2    | 3    | 4    | 5    |
| 10   | 6    | 7    | 8    | 9    | 10   | 11   | 12   |
| 11   | 13   | 14   | 15   | 16   | 17   | 18   | 19   |
| 12   | 20   | 21   | 22   | 23   | 24   | 25   | 26   |
| 13   | 27   | 28   | 29   | 30   | 31   |      |      |

| April | April | April | April | April | April | April | April |
| Kw    | Mo    | Di    | Mi    | Do    | Fr    | Sa    | So    |
| ----- | ----- | ----- | ----- | ----- | ----- | ----- | ----- |
| 13    |       |       |       |       |       | 1     | 2     |
| 14    | 3     | 4     | 5     | 6     | 7     | 8     | 9     |
| 15    | 10    | 11    | 12    | 13    | 14    | 15    | 16    |
| 16    | 17    | 18    | 19    | 20    | 21    | 22    | 23    |
| 17    | 24    | 25    | 26    | 27    | 28    | 29    | 30    |

| Mai | Mai | Mai | Mai | Mai | Mai | Mai | Mai |
| Kw  | Mo  | Di  | Mi  | Do  | Fr  | Sa  | So  |
| --- | --- | --- | --- | --- | --- | --- | --- |
| 18  | 1   | 2   | 3   | 4   | 5   | 6   | 7   |
| 19  | 8   | 9   | 10  | 11  | 12  | 13  | 14  |
| 20  | 15  | 16  | 17  | 18  | 19  | 20  | 21  |
| 21  | 22  | 23  | 24  | 25  | 26  | 27  | 28  |
| 22  | 29  | 30  | 31  |     |     |     |     |

| Juni | Juni | Juni | Juni | Juni | Juni | Juni | Juni |
| Kw   | Mo   | Di   | Mi   | Do   | Fr   | Sa   | So   |
| ---- | ---- | ---- | ---- | ---- | ---- | ---- | ---- |
| 22   |      |      |      | 1    | 2    | 3    | 4    |
| 23   | 5    | 6    | 7    | 8    | 9    | 10   | 11   |
| 24   | 12   | 13   | 14   | 15   | 16   | 17   | 18   |
| 25   | 19   | 20   | 21   | 22   | 23   | 24   | 25   |
| 26   | 26   | 27   | 28   | 29   | 30   |      |      |

| Juli | Juli | Juli | Juli | Juli | Juli | Juli | Juli |
| Kw   | Mo   | Di   | Mi   | Do   | Fr   | Sa   | So   |
| ---- | ---- | ---- | ---- | ---- | ---- | ---- | ---- |
| 26   |      |      |      |      |      | 1    | 2    |
| 27   | 3    | 4    | 5    | 6    | 7    | 8    | 9    |
| 28   | 10   | 11   | 12   | 13   | 14   | 15   | 16   |
| 29   | 17   | 18   | 19   | 20   | 21   | 22   | 23   |
| 30   | 24   | 25   | 26   | 27   | 28   | 29   | 30   |
| 31   | 31   |      |      |      |      |      |      |

| August | August | August | August | August | August | August | August |
| Kw     | Mo     | Di     | Mi     | Do     | Fr     | Sa     | So     |
| ------ | ------ | ------ | ------ | ------ | ------ | ------ | ------ |
| 31     |        | 1      | 2      | 3      | 4      | 5      | 6      |
| 32     | 7      | 8      | 9      | 10     | 11     | 12     | 13     |
| 33     | 14     | 15     | 16     | 17     | 18     | 19     | 20     |
| 34     | 21     | 22     | 23     | 24     | 25     | 26     | 27     |
| 35     | 28     | 29     | 30     | 31     |        |        |        |

| September | September | September | September | September | September | September | September |
| Kw        | Mo        | Di        | Mi        | Do        | Fr        | Sa        | So        |
| --------- | --------- | --------- | --------- | --------- | --------- | --------- | --------- |
| 35        |           |           |           |           | 1         | 2         | 3         |
| 36        | 4         | 5         | 6         | 7         | 8         | 9         | 10        |
| 37        | 11        | 12        | 13        | 14        | 15        | 16        | 17        |
| 38        | 18        | 19        | 20        | 21        | 22        | 23        | 24        |
| 39        | 25        | 26        | 27        | 28        | 29        | 30        |           |

| Oktober | Oktober | Oktober | Oktober | Oktober | Oktober | Oktober | Oktober |
| Kw      | Mo      | Di      | Mi      | Do      | Fr      | Sa      | So      |
| ------- | ------- | ------- | ------- | ------- | ------- | ------- | ------- |
| 39      |         |         |         |         |         |         | 1       |
| 40      | 2       | 3       | 4       | 5       | 6       | 7       | 8       |
| 41      | 9       | 10      | 11      | 12      | 13      | 14      | 15      |
| 42      | 16      | 17      | 18      | 19      | 20      | 21      | 22      |
| 43      | 23      | 24      | 25      | 26      | 27      | 28      | 29      |
| 44      | 30      | 31      |         |         |         |         |         |

| November | November | November | November | November | November | November | November |
| Kw       | Mo       | Di       | Mi       | Do       | Fr       | Sa       | So       |
| -------- | -------- | -------- | -------- | -------- | -------- | -------- | -------- |
| 44       |          |          | 1        | 2        | 3        | 4        | 5        |
| 45       | 6        | 7        | 8        | 9        | 10       | 11       | 12       |
| 46       | 13       | 14       | 15       | 16       | 17       | 18       | 19       |
| 47       | 20       | 21       | 22       | 23       | 24       | 25       | 26       |
| 48       | 27       | 28       | 29       | 30       |          |          |          |

| Dezember | Dezember | Dezember | Dezember | Dezember | Dezember | Dezember | Dezember |
| Kw       | Mo       | Di       | Mi       | Do       | Fr       | Sa       | So       |
| -------- | -------- | -------- | -------- | -------- | -------- | -------- | -------- |
| 48       |          |          |          |          | 1        | 2        | 3        |
| 49       | 4        | 5        | 6        | 7        | 8        | 9        | 10       |
| 50       | 11       | 12       | 13       | 14       | 15       | 16       | 17       |
| 51       | 18       | 19       | 20       | 21       | 22       | 23       | 24       |
| 52       | 25       | 26       | 27       | 28       | 29       | 30       | 31       |

| Januar | Januar | Januar | Januar | Januar | Januar | Januar | Januar |
| Kw     | Mo     | Di     | Mi     | Do     | Fr     | Sa     | So     |
| ------ | ------ | ------ | ------ | ------ | ------ | ------ | ------ |
| 52     |        |        |        |        |        |        | 1      |
| 1      | 2      | 3      | 4      | 5      | 6      | 7      | 8      |
| 2      | 9      | 10     | 11     | 12     | 13     | 14     | 15     |
| 3      | 16     | 17     | 18     | 19     | 20     | 21     | 22     |
| 4      | 23     | 24     | 25     | 26     | 27     | 28     | 29     |
| 5      | 30     | 31     |        |        |        |        |        |

| Februar | Februar | Februar | Februar | Februar | Februar | Februar | Februar |
| Kw      | Mo      | Di      | Mi      | Do      | Fr      | Sa      | So      |
| ------- | ------- | ------- | ------- | ------- | ------- | ------- | ------- |
| 5       |         |         | 1       | 2       | 3       | 4       | 5       |
| 6       | 6       | 7       | 8       | 9       | 10      | 11      | 12      |
| 7       | 13      | 14      | 15      | 16      | 17      | 18      | 19      |
| 8       | 20      | 21      | 22      | 23      | 24      | 25      | 26      |
| 9       | 27      | 28      |         |         |         |         |         |

| März | März | März | März | März | März | März | März |
| Kw   | Mo   | Di   | Mi   | Do   | Fr   | Sa   | So   |
| ---- | ---- | ---- | ---- | ---- | ---- | ---- | ---- |
| 9    |      |      | 1    | 2    | 3    | 4    | 5    |
| 10   | 6    | 7    | 8    | 9    | 10   | 11   | 12   |
| 11   | 13   | 14   | 15   | 16   | 17   | 18   | 19   |
| 12   | 20   | 21   | 22   | 23   | 24   | 25   | 26   |
| 13   | 27   | 28   | 29   | 30   | 31   |      |      |

| April | April | April | April | April | April | April | April |
| Kw    | Mo    | Di    | Mi    | Do    | Fr    | Sa    | So    |
| ----- | ----- | ----- | ----- | ----- | ----- | ----- | ----- |
| 13    |       |       |       |       |       | 1     | 2     |
| 14    | 3     | 4     | 5     | 6     | 7     | 8     | 9     |
| 15    | 10    | 11    | 12    | 13    | 14    | 15    | 16    |
| 16    | 17    | 18    | 19    | 20    | 21    | 22    | 23    |
| 17    | 24    | 25    | 26    | 27    | 28    | 29    | 30    |

| Mai | Mai | Mai | Mai | Mai | Mai | Mai | Mai |
| Kw  | Mo  | Di  | Mi  | Do  | Fr  | Sa  | So  |
| --- | --- | --- | --- | --- | --- | --- | --- |
| 18  | 1   | 2   | 3   | 4   | 5   | 6   | 7   |
| 19  | 8   | 9   | 10  | 11  | 12  | 13  | 14  |
| 20  | 15  | 16  | 17  | 18  | 19  | 20  | 21  |
| 21  | 22  | 23  | 24  | 25  | 26  | 27  | 28  |
| 22  | 29  | 30  | 31  |     |     |     |     |

| Juni | Juni | Juni | Juni | Juni | Juni | Juni | Juni |
| Kw   | Mo   | Di   | Mi   | Do   | Fr   | Sa   | So   |
| ---- | ---- | ---- | ---- | ---- | ---- | ---- | ---- |
| 22   |      |      |      | 1    | 2    | 3    | 4    |
| 23   | 5    | 6    | 7    | 8    | 9    | 10   | 11   |
| 24   | 12   | 13   | 14   | 15   | 16   | 17   | 18   |
| 25   | 19   | 20   | 21   | 22   | 23   | 24   | 25   |
| 26   | 26   | 27   | 28   | 29   | 30   |      |      |

| Juli | Juli | Juli | Juli | Juli | Juli | Juli | Juli |
| Kw   | Mo   | Di   | Mi   | Do   | Fr   | Sa   | So   |
| ---- | ---- | ---- | ---- | ---- | ---- | ---- | ---- |
| 26   |      |      |      |      |      | 1    | 2    |
| 27   | 3    | 4    | 5    | 6    | 7    | 8    | 9    |
| 28   | 10   | 11   | 12   | 13   | 14   | 15   | 16   |
| 29   | 17   | 18   | 19   | 20   | 21   | 22   | 23   |
| 30   | 24   | 25   | 26   | 27   | 28   | 29   | 30   |
| 31   | 31   |      |      |      |      |      |      |

| August | August | August | August | August | August | August | August |
| Kw     | Mo     | Di     | Mi     | Do     | Fr     | Sa     | So     |
| ------ | ------ | ------ | ------ | ------ | ------ | ------ | ------ |
| 31     |        | 1      | 2      | 3      | 4      | 5      | 6      |
| 32     | 7      | 8      | 9      | 10     | 11     | 12     | 13     |
| 33     | 14     | 15     | 16     | 17     | 18     | 19     | 20     |
| 34     | 21     | 22     | 23     | 24     | 25     | 26     | 27     |
| 35     | 28     | 29     | 30     | 31     |        |        |        |

| September | September | September | September | September | September | September | September |
| Kw        | Mo        | Di        | Mi        | Do        | Fr        | Sa        | So        |
| --------- | --------- | --------- | --------- | --------- | --------- | --------- | --------- |
| 35        |           |           |           |           | 1         | 2         | 3         |
| 36        | 4         | 5         | 6         | 7         | 8         | 9         | 10        |
| 37        | 11        | 12        | 13        | 14        | 15        | 16        | 17        |
| 38        | 18        | 19        | 20        | 21        | 22        | 23        | 24        |
| 39        | 25        | 26        | 27        | 28        | 29        | 30        |           |

| Oktober | Oktober | Oktober | Oktober | Oktober | Oktober | Oktober | Oktober |
| Kw      | Mo      | Di      | Mi      | Do      | Fr      | Sa      | So      |
| ------- | ------- | ------- | ------- | ------- | ------- | ------- | ------- |
| 39      |         |         |         |         |         |         | 1       |
| 40      | 2       | 3       | 4       | 5       | 6       | 7       | 8       |
| 41      | 9       | 10      | 11      | 12      | 13      | 14      | 15      |
| 42      | 16      | 17      | 18      | 19      | 20      | 21      | 22      |
| 43      | 23      | 24      | 25      | 26      | 27      | 28      | 29      |
| 44      | 30      | 31      |         |         |         |         |         |

| November | November | November | November | November | November | November | November |
| Kw       | Mo       | Di       | Mi       | Do       | Fr       | Sa       | So       |
| -------- | -------- | -------- | -------- | -------- | -------- | -------- | -------- |
| 44       |          |          | 1        | 2        | 3        | 4        | 5        |
| 45       | 6        | 7        | 8        | 9        | 10       | 11       | 12       |
| 46       | 13       | 14       | 15       | 16       | 17       | 18       | 19       |
| 47       | 20       | 21       | 22       | 23       | 24       | 25       | 26       |
| 48       | 27       | 28       | 29       | 30       |          |          |          |

| Dezember | Dezember | Dezember | Dezember | Dezember | Dezember | Dezember | Dezember |
| Kw       | Mo       | Di       | Mi       | Do       | Fr       | Sa       | So       |
| -------- | -------- | -------- | -------- | -------- | -------- | -------- | -------- |
| 48       |          |          |          |          | 1        | 2        | 3        |
| 49       | 4        | 5        | 6        | 7        | 8        | 9        | 10       |
| 50       | 11       | 12       | 13       | 14       | 15       | 16       | 17       |
| 51       | 18       | 19       | 20       | 21       | 22       | 23       | 24       |
| 52       | 25       | 26       | 27       | 28       | 29       | 30       | 31       |

## Ereignisse

### Politik und Weltgeschehen

#### Amerika
- Dezember: Spanische Eroberung Perus: Francisco Pizarro erobert die Insel Puná am Nordrand des Inka-Reiches im heutigen Ecuador.

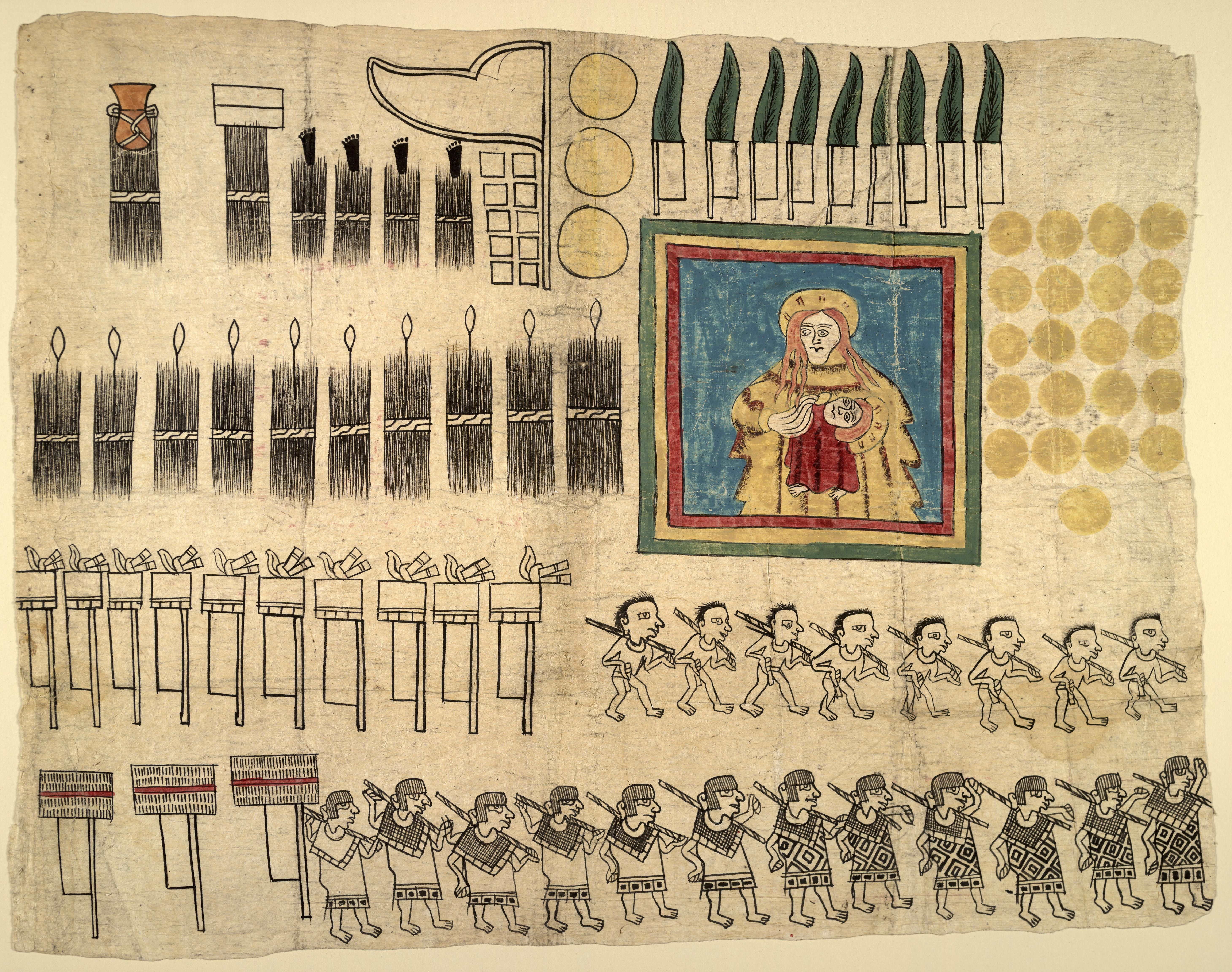
Tafel 1 des Kodex mit Maria und Jesus

- Der Huexotzinco-Kodex entsteht. Das auf Amatl gefertigte Dokument wird für einen erfolgreichen Prozess angefertigt, den Hernán Cortés gegen die Amtsträger der sogenannten Primera Audiencia führt und in dem es um Einkünfte aus der Provinz Huexotzinco geht.
- Die Spanier gründen die Stadt Santiago de Querétaro in Mexiko.
- In Mexiko wird die Stadt Puebla de los Ángeles gegründet.

#### Eidgenossenschaft
- Februar: Der Galgenkrieg zwischen Solothurn und Basel in der Alten Eidgenossenschaft entbrennt aus einem Konflikt über die Zuständigkeit in einem Mordfall. Am 27. Juli gibt ein Schiedsspruch Solothurn Recht.

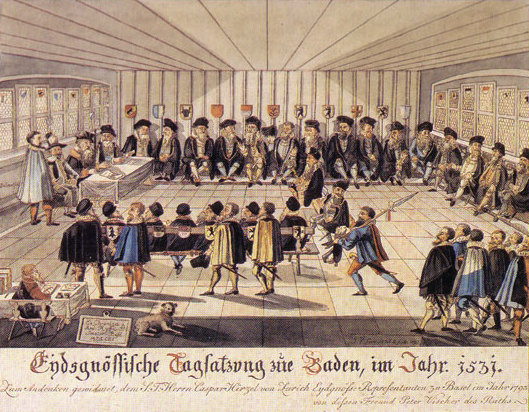
Eidgenössische Tagsatzung im Badener Rathaus

- 9. Oktober: Die  fünf katholischen inneren Orte Luzern, Schwyz, Unterwalden, Uri und Zug erklären Zürich den Krieg. Der religiös motivierte Zweite Kappelerkrieg beginnt.
- 11. Oktober: Die Zürcher erleiden eine erste Niederlage in der Schlacht bei Kappel. Der Reformator Ulrich Zwingli fällt in dieser Schlacht bei Kappel am Albis. Am 24. Oktober gelingt den katholischen Orten der entscheidende Sieg in der Schlacht am Gubel.
- 20. November: Der Zweite Kappeler Landfriede beendet den Zweiten Kappelerkrieg und regelt die religiösen Verhältnisse in der Alten Eidgenossenschaft neu. Die weitere Ausbreitung der Reformation in der Schweiz wird verhindert.

#### Weitere Ereignisse im Reich
- 5. Januar: Der Habsburger Ferdinand I., Bruder des Kaisers Karl V., wird in Köln zum Römisch-deutschen König gewählt. Kurfürst Johann der Beständige von Sachsen protestiert gegen die Wahl. Die Salbung und Krönung erfolgt durch den Kölner Erzbischof Hermann V. von Wied in Aachen.
- 27. Februar: Protestantische Fürsten und Städte unter der Führung von Kurfürst Johann von Sachsen und Landgraf Philipp I. von Hessen gründen auf dem im Vorjahr einberufenen Konvent in Schmalkalden den Schmalkaldischen Bund. Auch Herzog Philipp I. von Braunschweig-Grubenhagen, Herzog Ernst I. von Braunschweig-Lüneburg, Fürst Wolfgang von Anhalt-Köthen, der Graf von Erbach sowie drei nieder- und acht oberdeutsche Reichsstädte unterzeichnen das Verteidigungsbündnis gegen die Religionspolitik Kaiser Karls V., das rasch zu einem Machtfaktor im Heiligen Römischen Reich wird.

Gründungsmitglieder 1531 des Schmalkaldischen Bundes (hell lila) und nach der Gründung beigetretene (lila) Mitglieder

### Wirtschaft
- Die Börse in Antwerpen wird erbaut.

### Wissenschaft und Kultur
- März: Das Katharineum zu Lübeck wird als Lateinschule im Rahmen der reformatorischen Neuordnung von Kirche, Schule und Sozialfürsorge durch die von Johannes Bugenhagen verfasste Kirchenordnung gegründet. Der erste Rektor ist Hermann Bonnus. Die Schule finanziert sich anfangs zum Teil aus dem Klostervermögen, aber auch aus den Stiftungsgeldern der Sängerkapelle der Marienkirche. Dafür hat der Schülerchor den liturgischen Gesang in den Hauptkirchen zu übernehmen.
- Das Gymnasium bei St. Anna in Augsburg wird gegründet.

### Religion

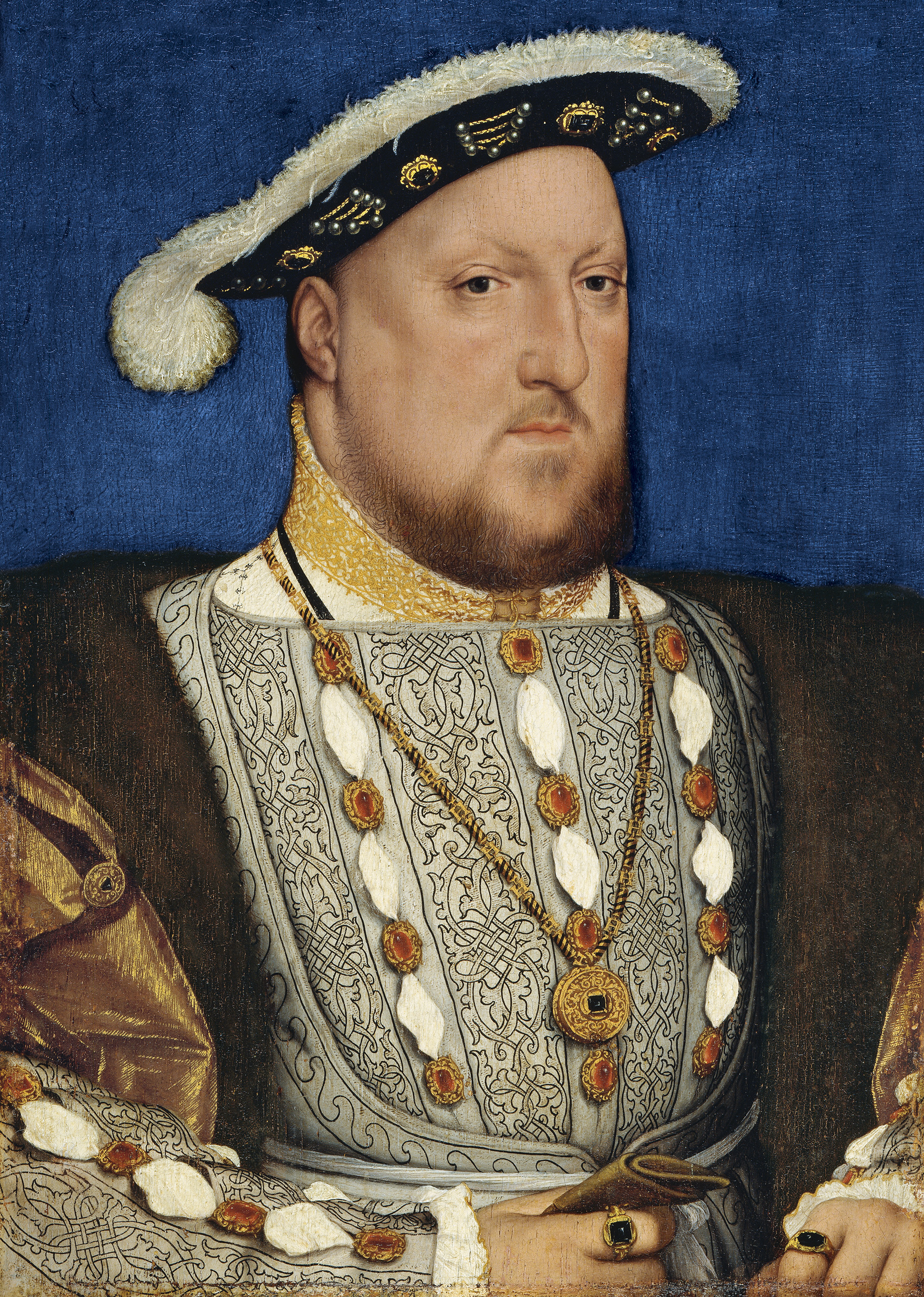
Heinrich VIII. um 1531

- 11. Februar: Die englischen Bischöfe erkennen Heinrich VIII. als Oberhaupt der Church of England an. Der Papst verliert damit im Königreich England jegliche Autorität, eine Staatskirche entsteht.

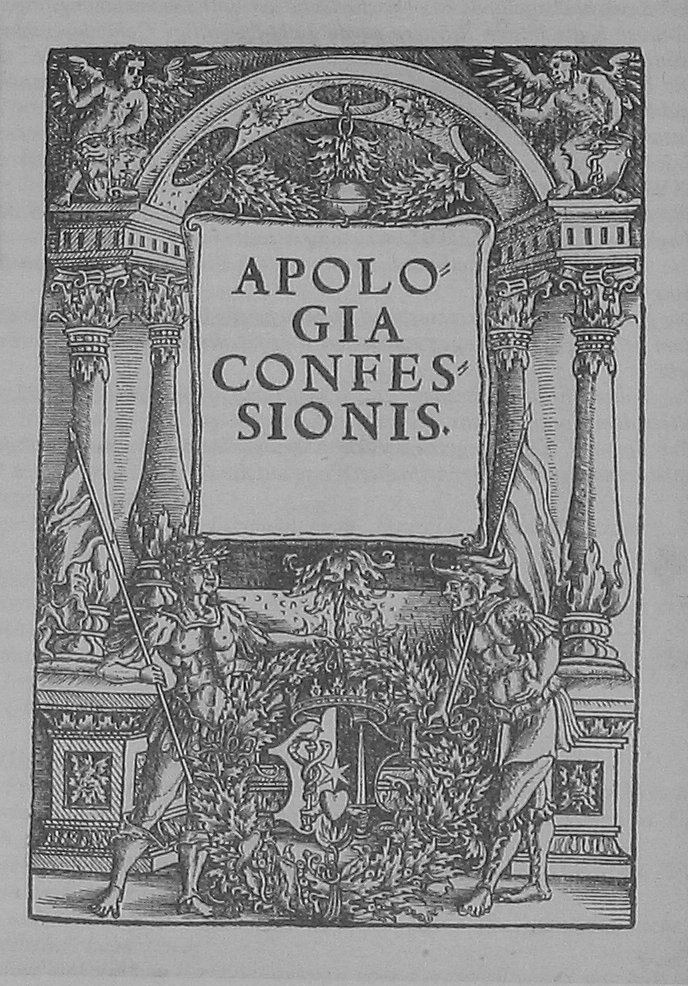
Titelbild der Apologie der Confessio Augustana

- Die im Mai des Vorjahres von Philipp Melanchthon unter spürbarem Einfluss von Martin Luther verfasste Apologie der Confessio Augustana wird Ende April als Doppelausgabe mit der Confessio Augustana bei Georg Rhau erstmals veröffentlicht.
- 9. Dezember: Dem Indio Juan Diego erscheint der Legende nach auf dem Berg Tepeyac die Jungfrau Maria. An dieser Stelle wird seither die Patronin Unsere Liebe Frau von Guadalupe verehrt.
- 17. Dezember: Die Inquisition wird von Papst Clemens VII. in Lissabon eingeführt.
- Die Stadt Ulm tritt zum evangelischen Glauben über.

### Katastrophen
- 26. Januar: Bei einem Erdbeben in Lissabon kommen zwischen 1.000 und 30.000 Menschen ums Leben.

## Geboren

### Geburtsdatum gesichert
- 05. Februar: Johann Aurpach, deutscher Dichter und Jurist († 1582)
- 05. oder 6. Februar: Paul Crell, deutscher lutherischer Theologe († 1579)
- 14. Februar: Burkhard Leemann, Schweizer evangelischer Geistlicher und Antistes von Zürich († 1613)
- 20. März: Johann Sagittarius, deutscher evangelischer Theologe († 1584)
- 13. April: Hugues Loubenx de Verdale, Großmeister des Malteserordens und römisch-katholischer Kardinal († 1595)
- 01. Mai: Catalina Thomás, Inselheilige Mallorcas († 1574)
- 15. Mai: Maria von Österreich, Herzogin von Jülich, Kleve und Berg († 1581)
- 09. Juni: Federico Cornaro, Kardinal der römisch-katholischen Kirche und Bischof von Padua († 1590)
- 22. Juli: Leonhard Thurneysser, Basler Goldschmied, Metallurg, Hüttentechniker und Gelehrter († 1596)
- 04. September: Hans Fugger, deutscher Kaufmann und Grundbesitzer († 1598)
- 14. September: Philipp Apian, deutscher Mathematiker, Arzt, Kartograph und Heraldiker († 1589)
- 06. Oktober: Valentin Thau, deutscher Mathematiker, Astronom und Jurist († 1575)
- 07. Oktober: Scipione Ammirato, italienischer Historiker († 1601)
- 12. Oktober: Jacques de Savoie-Nemours, Herzog von Nemours († 1585)
- 25. Oktober: Matthias Wesenbeck, flämischer Jurist († 1586)
- 16. November: Anna d’Este, italienische Adelige mit beträchtlichem Einfluss am Hof von Frankreich († 1607)
- 29. November: Johannes Letzner, niedersächsischer evangelischer Pfarrer und Chronist († 1613)
- 06. Dezember: Vespasiano Gonzaga, italienischer Adliger, spanischer Vizekönig von Navarra und Valencia († 1591)
- 15. Dezember: Bernardo Buontalenti, italienischer Maler, Architekt und Theatermaschinist († 1608)

### Genaues Geburtsdatum unbekannt
- Bonaventure Corneille Bertram, französischer evangelischer Theologe und Hochschullehrer († 1594)
- António von Crato, portugiesischer Adliger und selbsternannter König von Portugal († 1595)
- Orazio Farnese, Herzog von Castro († 1553)
- Heinrich Paxmann, deutscher Ethnologe, Rektor und Mediziner († 1580)
- Agostino Ramelli, italienischer Ingenieur († 1600)
- James Stewart, 1. Earl of Moray, schottischer Peer († 1570)

### Geboren um 1531
- 1531/1532: Sofonisba Anguissola, italienische Malerin der Renaissance († 1625)
- Hans Burkhard von Anweil, deutscher Adliger († 1593)
- Achatius Cureus, deutscher Autor und neulateinischer Lyriker († 1594)

## Gestorben

### Todesdatum gesichert
- 16. Februar: Johannes Stöffler, deutscher Mathematiker, Astronom, Astrologe, Pfarrer und Professor an der Universität Tübingen (* 1452)
- 06. März: Pedro Arias Dávila, spanischer Konquistador, Gouverneur von Panama und Nicaragua (* um 1440)
- 13. März: Richard von Greiffenklau zu Vollrads, Erzbischof und Kurfürst von Trier (* 1467)
- 20. März: Sikke Freriks, friesischer Handwerker und Märtyrer der Täuferbewegung
- 09. oder 10. Mai: Georg I., Herzog von Pommern (* 1493)
- 17. Mai: Konrad Wimpina, Theologe aus Frankfurt/Oder (* um 1460)
- 19. Mai: Jan Łaski, polnischer Adeliger, Politiker und Erzbischof (* 1456)
- 28. Mai: Balthasar Merklin, Reichsvizekanzler des Heiligen Römischen Reiches (* um 1479)
- 29. Mai: Georg Truchsess von Waldburg-Zeil (als „Bauernjörg“ berüchtigt), deutscher Heerführer (* 1488)
- 05. Juni: Jobst I., Graf von Holstein-Schauenburg (* 1483)
- 18. Juni: Veronika Welser, Priorin des Dominikanerinnenklosters St. Katharina in Augsburg
- 25. Juni: Adam I. von Neuhaus, Oberster Kanzler von Böhmen (* 1494)
- 03. Juli: Hans Thomas von Absberg, fränkischer Raubritter (* 1477)

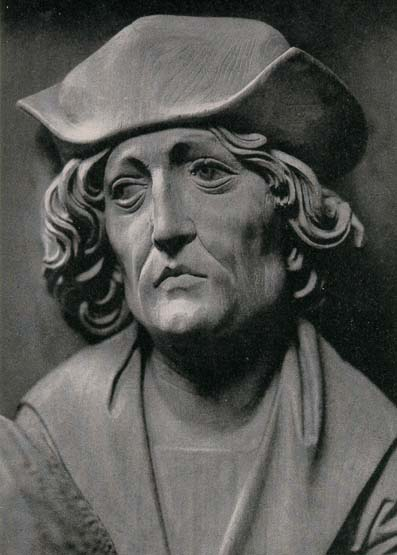
Tilman Riemenschneider
Mutmaßliches Selbstporträt

- 07. Juli: Tilman Riemenschneider, deutscher Bildschnitzer und Bildhauer (* um 1460)
- 17. Juli: Hosokawa Takakuni, japanischer Militärkommandeur (* 1484)
- 23. Juli: Louis de Brézé, französischer Adliger, Graf von Maulévrier
- 01. September: Johann IV., Landgraf von Leuchtenberg (* 1470)
- 22. September: Luise von Savoyen, Herzogin von Angoulême und Mutter des französischen Königs Franz I. (* 1476)

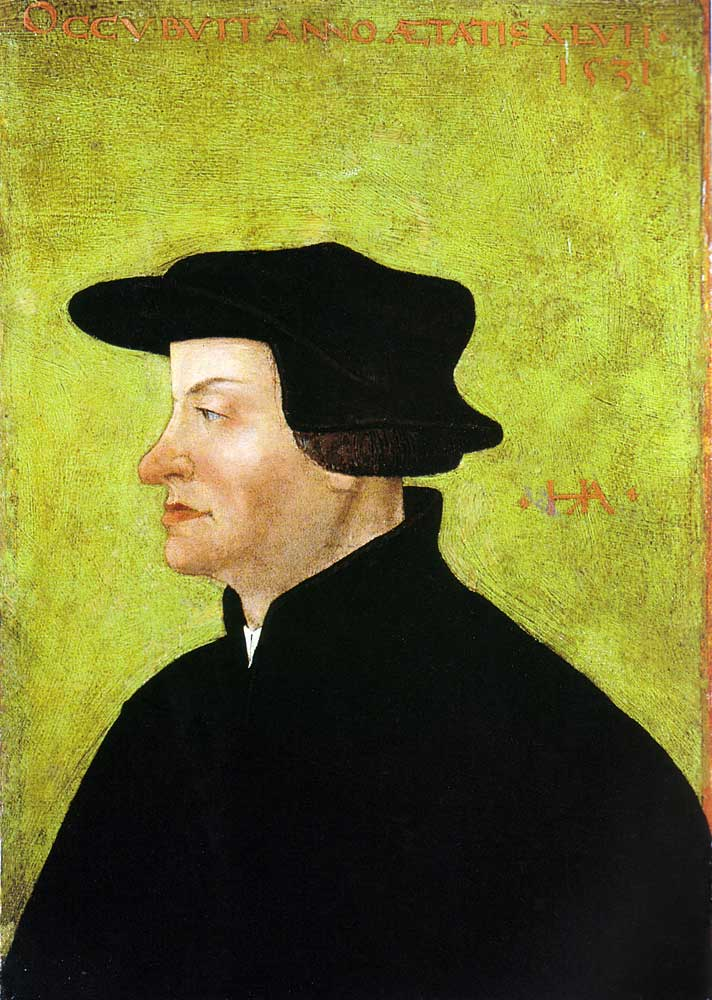
Porträt Ulrich Zwinglis von Hans Asper, etwa 1531

- 11. Oktober: Ulrich Zwingli, Schweizer Reformator (* 1484)
- 18. Oktober: Fadrique Álvarez de Toledo, 2. Herzog von Alba, kastilischer Adliger (* 1460)
- 24. November: Johannes Oekolampad, Schweizer Reformator (* 1482)
- 28. November: Hedwig von Münsterberg-Oels, Herzogin von Brandenburg-Ansbach (* 1508)
- 05. Dezember: Jan Folkertsz Trypmaker, niederländischer Holzschuhmacher und führende Persönlichkeit der melchioritischen Täuferbewegung
- 30. Dezember: Christian Studer, Schweizer Kaufmann und Bürgermeister (* 1458)

### Genaues Todesdatum unbekannt
- Petreius Aperbacchus, deutscher Humanist und Jurist (* um 1480)
- Hans Burgkmair der Ältere, deutscher Maler und Zeichner (* 1473)
- Henrique, erster einheimischer Bischof Schwarzafrikas
- Margarete von Bayern, Äbtissin aus dem Hause Wittelsbach (* 1480)
- Giovanni Antonio Pilacorte, italienischer  Bildhauer der Renaissance (* 1455)